# Årdalstangen
Årdalstangen és el centre administratiu del municipi d'Årdal, al comtat de Sogn og Fjordane, Noruega. El poble és un dels dos principals centres de població del municipi, juntament amb el poble d'Øvre Årdal. El poble, de 1,08 quilòmetres quadrats, té una població de 1.489 habitants (2013); donant al poble una densitat de 1.379 habitants per quilòmetre quadrat.
El poble està situat al llarg de l'extrem de l'Årdalsfjord, un branca del gran Sognefjord. Årdalstangen està situat a uns 15 quilòmetres al nord-est de l'antic centre municipal d'Indre Offerdal, i uns 4 quilòmetres a l'est de la vall de Seimsdalen. El llac Årdalsvatnet es troba al nord de la localitat, a 12 quilòmetres al nord. A l'altre extrem del llac, es troba la gran població d'Øvre Årdal. Una carretera i dos ponts de vianants creuen el riu Hæreidselvi el qual travessa el poble, que flueix des del llac Årdalsvatnet fins a l'Årdalsfjord.
Årdalstangen és un centre de transport important per a la indústria de l'alumini. El lloc de Norsk Hydro per a la producció d'ànodes de carbó pel port del final del Årdalsfjord es troba aquí. El poble també té un hotel i altres allotjaments turístics. L'església d'Årdal es troba al poble.